# Ectoderme
A ectoderme é a camada exterior de um embrião em desenvolvimento. As outras duas camadas do embrião são a mesoderme e a endoderme. A ectoderme forma-se durante a gastrulação, no estágio em que o sistema digestório primitivo está a se formar. Forma-se a partir do epiblasto.
Nos vertebrados, a ectoderme pode ser dividida em 3 partes, cada qual dando origem a tecidos diferentes:
- Ectoderme externa
  - pele (assim com glândulas, cabelo e unhas)
  - boca e epitélio da cavidade nasal
  - lente e córnea dos olhos

- Células da crista neural
  - melanócitos
  - sistema nervoso periférico
  - cartilagem facial e dentes (dentina)

- Tubo neural
  - cérebro (romboencéfalo, mesencéfalo e prosencéfalo)
  - medula espinhal e nervos motores
  - retina
  - pituitária